# Eilema monochroma
Eilema monochroma là một loài bướm đêm thuộc phân họ Arctiinae, họ Erebidae.